# The Veiled Woman
The Veiled Woman é um filme americano de 1929, dirigido por Emmett J. Flynn e estrelado por Lia Torá.
O filme foi produzido exclusivamente para a atuação de Lia Torá, já que a mesma fora contratada pela Fox Film quando ganhou o concurso de "novos talentos" realizado pela distribuidora da Fox no Brasil, em 1927. Este contrato resultou em pequenas participações e foi quando o marido de Torá, o empresário Júlio de Moraes, desenvolveu, em parceria com a própria Torá, a história do filme e apresentou ao estúdio, comprometendo-se a pagar, do seu bolso, os custos da produção; desta maneira, o estúdio aceitou a proposta. Depois de produzido, a Fox demorou para lançar o filme e quando ocorreu, foi em uma pequena sala de cinema de Los Angeles, em abril de 1929. Um único rolo do filme chegou ao Brasil e foi exibido a partir de junho de 1929 no Pathé-Palace do Rio de Janeiro e um ano depois, em uma pequena temporada, em Curitiba, no Cine Avenida.

## Sinopse
A história se passa na França quando Nanon (Lia Torá) relembra (flash back) e conta para três amigos, sua triste e misteriosa vida, que incluí um suposto crime, cometido por ela, mas encoberto por seu marido.

## Elenco
- Lia Torá        ... Nanon
- Paul Vincent    ... Pierre
- Walter McGrail  ... Adido diplomático
- Josef Swickard  ... Selincourt
- Kenneth Thomson ... Dr. Donald Ross
- André Cheron    ... Conde De Bracchi
- Ivan Lebedeff   ... Paul Fevier
- Maude George    ... Condessa De Bracchi
- Lupita Tovar    ... Jovem garota
- Bela Lugosi     ... suspeito